# رودريغو أوست
رودريغو أوست هو لاعب كرة قدم برازيلي في مركز الوسط، ولد في 2 أغسطس 1988 في ساو باولو في البرازيل. لعب مع ميترا كوكار ‏.